# Meilendorf (Wüstung)
Meilendorf ist ein abgegangenes Dorf, das sich als Wüstung im Truppenübungsplatz Grafenwöhr  von Bayern befindet. Die Reste von Meilendorf werden als Bodendenkmal der Gemeinde Grafenwöhr unter der Aktennummer D-3-6236-0028 als „untertägige mittelalterliche und frühneuzeitliche Befunde in der Wüstung ‚Meilendorf‘“ erwähnt. Meilendorf liegt ca. 3,5 km östlich von Auerbach in der Oberpfalz und 650 m nordöstlich von Hopfenohe.

## Geschichte
Kaiser Heinrich II. hatte das Gebiet von Meilendorf 1007 für die Gründung des Bistums Bamberg gestiftet und Meilendorf wurde demgemäß ein Bamberger Lehen. 1327 wird ein Chunradus dictus Mellendorfer in den Chroniken des Klosters Michelfeld genannt, der jedenfalls zum Geschlecht der adeligen Zudenreuter gehörte. 1398 verkaufte Ruprecht Zudenreuter, Burgmann zu Turndorf, das Dorf Meilendorf an Peter Peßler (auch Pestler geschrieben) zu Auerbach.  Peter Peßler war Besitzer des Hammersitzes Ranna und wollte 1406 Meilendorf zu einem eigenständigen adeligen Gut machen, was ihm aber nicht gelang. Im 16. Jahrhundert gehörte Meilendorf den Hammermeistern Zereis und Zaczer auf dem Hammer Ziegelmühl, einzelne Höfe wurden von ihnen an verschiedene Grundherren verkauft. 1616 gehörte die Grundherrschaft zu Meilendorf mit Gilt und Zehent zur Hälfte dem Georg Zerreis, zur Hälfte dem adeligen Georg Merz zu Zogenreuth. 1650 gehörte die Grundherrschaft zu Meilendorf dem Hammermeister Sebastian Zerreisen und dem adeligen Jobst Merz von Zogenreuth, die beide hier Wirtschaftshöfe besaßen. Im 17. und 18. Jahrhundert kamen einzelne Höfe von Meilendorf an verschiedene Familien, z. B. an die Herren von Weißmann, 1641 an den kurfürstlichen Hauptmann Hermann Prickham in Finstermühle und 1661 an dessen Sohn Wolf Dietrich Franz Prickham. Dann folgte der  Stadtpfarrer Haunold aus Auerbach im Besitz nach und dann der Stadtpfarrer Trettenbach, der bis 1772 die ganze Getreidegilt als Bamberger Lehen besaß. Der Zehent des Dorfes gehört 1772 der Domscholasterei Bamberg. An die Kirche in Dornbach  hatten die Meilendorfer den Blutzehnt und den Schmalsaatzehent zu leisten. 1772 kamen die Meilendorfer Gilthöfe durch Kauf an den Gerichtsschreiber Martin von Niller aus Auerbach. 1848 wurden die Bauern von Gilt und Zehent befreit, die Gilt- und Zehentherren wurden vom Staat abgelöst und die Bauern mussten nun an das Rentamt „Bodenzins“ zahlen.
Meilendorf gehörte zur Gemeinde Oberfrankenohe. Die acht Höfe von Meilendorf wurden bis 1938/39 vom Deutschen Staat abgelöst und ihre ehemaligen Bewohner und Inwohner verstreuten sich über die ganze Oberpfalz. 1978 wurde das inzwischen gemeindefreie Gebiet Oberfrankenohe nach Grafenwöhr eingemeindet.